# Errante
Gli Errante sono una famiglia nobiliare siciliana, Baroni della Vanella dagli inizi del Settecento

## Storia
Famiglia di origini pisane, trasferitasi a Polizzi all'inizio del XV secolo.
Girolamo Errante (1544-1611) fu ministro generale dei Cappuccini dal 1587 al 1593. Nel 1587 pubblicò “Expositio in regulam S. P. N. Francisci”.
Vincenzo Errante (1575-1643) pubblicò nel 1603 a Palermo la commedia “Inganni d'amore”.
Nel settembre 1710 Giovan Vincenzo Errante ottenne il titolo di Barone della Vanella.
Celidonio Errante (1780-1850) fu giudice e filologo. Regio storiografo, nel 1822 pubblicò una traduzione dei Frammenti di Dicearco da Messina e successivamente alcune traduzioni di Cebete e Senofonte.
Vincenzo Errante dei «Carbonari di nuova riforma» nel 1824 fu condannato a diciannove anni di carcere. Giuseppe Errante pubblicò a Palermo nel 1848 un saggio dal titolo: “L'occhio vigilante: storia della rivoluzione del 12 gen. 1848 in Palermo". Francesco Paolo Errante prese parte alle cospirazioni anti-borboniche di Francesco Bentivegna e nel novembre 1856 venne arrestato.
Vincenzo Errante (1813-1891) prese parte ai moti del 1848 in Sicilia. Dopo la proclamazione del Regno d'Italia fu eletto deputato, nominato senatore del Regno d’Italia e membro del Consiglio di Stato. Suo figlio, Celidonio Errante (1863-1951), fu prefetto del Regno d'Italia.
Vincenzo Errante (1890-1951) fu un filologo germanista, traduttore e professore di letteratura tedesca presso l'Università di Pavia e l'Università di Milano.
Guido Errante (1893-1966) fu professore di filologia romanza presso il City College di New York. Era il nonno materno del giornalista e scrittore Michele Serra Errante.
Discendeva dalla famiglia, da parte materna, il Cardinale Mariano Rampolla del Tindaro, segretario di Stato della Santa Sede.  
Gli Errante furono iscritti nel 1922 nel Libro d'oro della nobiltà italiana.